# Komisariat Rzeszy Wschód
Komisariat Rzeszy Wschód (niem. Reichskommissariat Ostland, biał. Рэйхскамісарыят Остланд, lit. Ostlando reichskomisariatas, łot. Ostlandes reihskomisariāts, est. Ida-alade Riigikomissariaat) – nazwa organizmu okupacyjnego powstałego w 1941 roku po agresji III Rzeszy na ZSRR. W skład Komisariatu wchodziły tereny Polski, Białoruskiej SRR i państw bałtyckich. Istniał on jako zwarta jednostka administracyjna od grudnia 1941 do kwietnia 1944 roku, później istniały tylko izolowane tereny kontrolowane przez Niemców (np. część Kurlandii).

## Historia
Między sierpniem a grudniem 1941 r. na okupowanych terenach istniał zarząd wojskowy, dopiero 5 grudnia zaczyna funkcjonować administracja cywilna i od tego momentu w użycie wchodzi nazwa „Komisariat”. Stolicą tej jednostki administracyjnej zostaje początkowo Kowno, a następnie Ryga.
Komisariat Rzeszy dzielił się na cztery Komisariaty Generalne – Estonii, Litwy, Łotwy i Białorusi. Każdy Komisariat Generalny dzielił się na kilka dystryktów, które posiadały dość rozbudowany samorząd i własne oddziały policyjno-ochronne współpracujące z Niemcami (dotyczy to zwłaszcza dystryktów leżących na terenach państw bałtyckich).
Sytuacja uległa zmianie na przełomie 1943 i 1944 roku, gdy na terenie Komisariatu zaczęły działać coraz aktywniej partyzantki niepodległościowe Bałtów, Białorusinów i partyzantka sowiecka.
Obowiązki Komisarza Rzeszy (Reichskommissar) pełnił Hinrich Lohse. Większość niemieckich urzędników Komisariatu stanowili młodzi studenci prawa i powiązanych z nim kierunków, pochodzący ze Szlezwiku-Holsztynu, rodzinnego landu komisarza.

## Podział administracyjny

### Komisariat Generalny Estonia (Generalbezirk Estland)
Generalnym komisarzem był Karl Sigismund Litzmann.
1. Arensburg
2. Dorpat
3. Narva
4. Pernau
5. Petschur
6. Reval-Stadt
7. Reval-Land

### Komisariat Generalny Łotwa (Generalbezirk Lettland)
Generalnym komisarzem był Otto-Heinrich Drechsler.
1. Dünaburg
2. Libau
3. Mitau
4. Riga-Stadt
5. Riga-Land
6. Wolmar

### Komisariat Generalny Litwa (Generalbezirk Litauen)
Generalnym komisarzem był dr Theodor Adrian von Renteln.
1. Kauen-Stadt
2. Kauen-Land
3. Ponewesch-Land
4. Schaulen
5. Wilna-Stadt
6. Wilna-Land

### Komisariat Generalny Białoruś (Generalbezirk Weißruthenien)
Generalnymi komisarzami byli kolejno: Wilhelm Kube (od 1 września 1941 do śmierci w zamachu 22 września 1943) oraz Curt von Gottberg.
1. Barisau
2. Baranowitschi
3. Glubokoje
4. Hanzewitz
5. Lida
6. Minsk-Stadt
7. Minsk-Land
8. Nowogródek
9. Slonim
10. Sluzk
11. Wilejka